# 連体詞
連体詞（れんたいし）とは、日本語の品詞の1つである。そして、他の品詞と連形させたものである。
日本語特有の、英語や中国語にはない品詞名である。しかしその名詞を修飾するという機能に着目した場合、活用によって他にもさまざまな機能を持つ日本語の形容詞よりも、連体詞の方が、他の言語の形容詞に近い。朝鮮語には連体詞に当たるものがあり、「冠形詞」という。日本語文法では、活用の有無により、一部において「連体詞は18個しかない」という情報があるが、これは誤りである。現代では、一般的に用いられる連体詞は、考え方にもよるが、文語的なものを入れておよそ50個ほど存在する。

## 種類
体言のみを修飾することば（連体修飾語）。自立語、活用はしない。ほとんど修飾を受けないが、ごく一部が、副詞や体言の連用形に修飾される。
| 型式              | 例語                   | 備考 |
| ----------------- | ---------------------- | --- |
| 「- の」型        | あの                   | 「あの山は槍ヶ岳だ」では「山」を修飾する。 本来は「名詞」+格助詞「の」だったものが多い。「その」「どの」「この」「かの」「くだんの」「ほんの」「当の」「例の」など。「ずぶのしろうと」の「ずぶの」もここにいれることがある。 |
| 「 - が」型       | 我が                   | 「我が国」では「国」を修飾する。 の型と同様に、格助詞「が」を伴うもの。「われらが」「おらが」など。 |
| 「 - る」型       | いわゆる               | 「1990年前後にはいわゆる冷戦体制が崩壊した」では「冷戦体制」を修飾する。 本来は動詞の連体形だったものが多い。「ある」「とある」「さる」「きたる」「あくる」「あらゆる」「いかなる」「なんたる」「かかる」「さしたる」「確たる」「最たる」「主たる」「名だたる」「単なる」など。「目くるめく」、「病める」なども連体形以外で使われることはまれで、ほぼ連体詞化している。 |
| 「 - な」型       | 大きな 小さな おかしな | 「大きい」「小さい」「おかしい」の活用形ではない。 しかし、「目の大きい／小さい（人）」「頭のおかしい（人）」の「大きい」「小さい」「おかしい」と同様に「目の大きな／小さな（人）」「頭のおかしな（人）」と名詞修飾節の述語を構成しうる点で、他の連体詞とは異なる。「ひょんな」「いろんな」「異な」「あじな」「ろくな」など。「いかな」は「いかなる」が変化したもの。   |
| 「-ぬ」型         | あらぬ                 | 「あらぬ方向に走る」の「あらぬ」は「方向」を修飾する。本来は動詞「あり」+否定の助動詞「ず」の連体形。「よからぬ」も現代語としてはこのタイプの連体詞とみなせる。 |
| 「 - た（だ）」型 | たいした               | 例：たいした人物。 本来は動詞の連用形+助動詞「た」の連体形だったものが多い。「とんだ」「ふとした」「大それた」「れっきとした」など。 |
| 「-き」型         | くしき                 | 「くしきえにし（奇しき縁）」では「えにし」を修飾する。本来はシク活用の形容詞［奇し］の連体形。「きたるべき」など。「あるまじき」「悪しき」などもこの種の連体詞とされることがある。本来は形容詞あるいは助動詞の連体形である。 |
| 「-いう」型       | こういう               | 「こういうばあいは」の「こういう」。「そういう」「ああいう」「どういう」など。 |

このほか、「ありし日の」の「ありし」（←動詞「あり」+過去の助動詞「き」の連体形）、「そうしたばあい」の「そうした」、名詞にかかる「おなじ」なども連体詞とみなされることがある。ほとんどは、本来は別の品詞だったのが、連体修飾語として以外の活用形・用法がすたれ、もとの文法的性質が失われたものである。
なお漢字の「当委員会」「本大会」「故中島らも氏」「各メンバー」のような用法も連体詞的だと言える。